# Réserve de biosphère des Carpates
La réserve de biosphère des Carpates (en ukrainien : Карпатський біосферний заповідник) est une réserve naturelle dans les Carpates orientales. Elle est créée en 1968 et inscrite sur le réseau mondial des réserves de biosphère de l'UNESCO depuis 1992. Elle est située dans l'oblast de Transcarpatie en Ukraine, s'étend sur 57 880 hectares et renferme une importante biodiversité. En 1998, elle est intégrée à la réserve de biosphère des Carpates orientales qui inclut des territoires slovaque et polonais.
Environ 82 % de la réserve est couverte de forêts vierges.

## Zones protégées
Elle consiste en six massifs séparés, deux réserves botaniques et en un parc naturel régional.

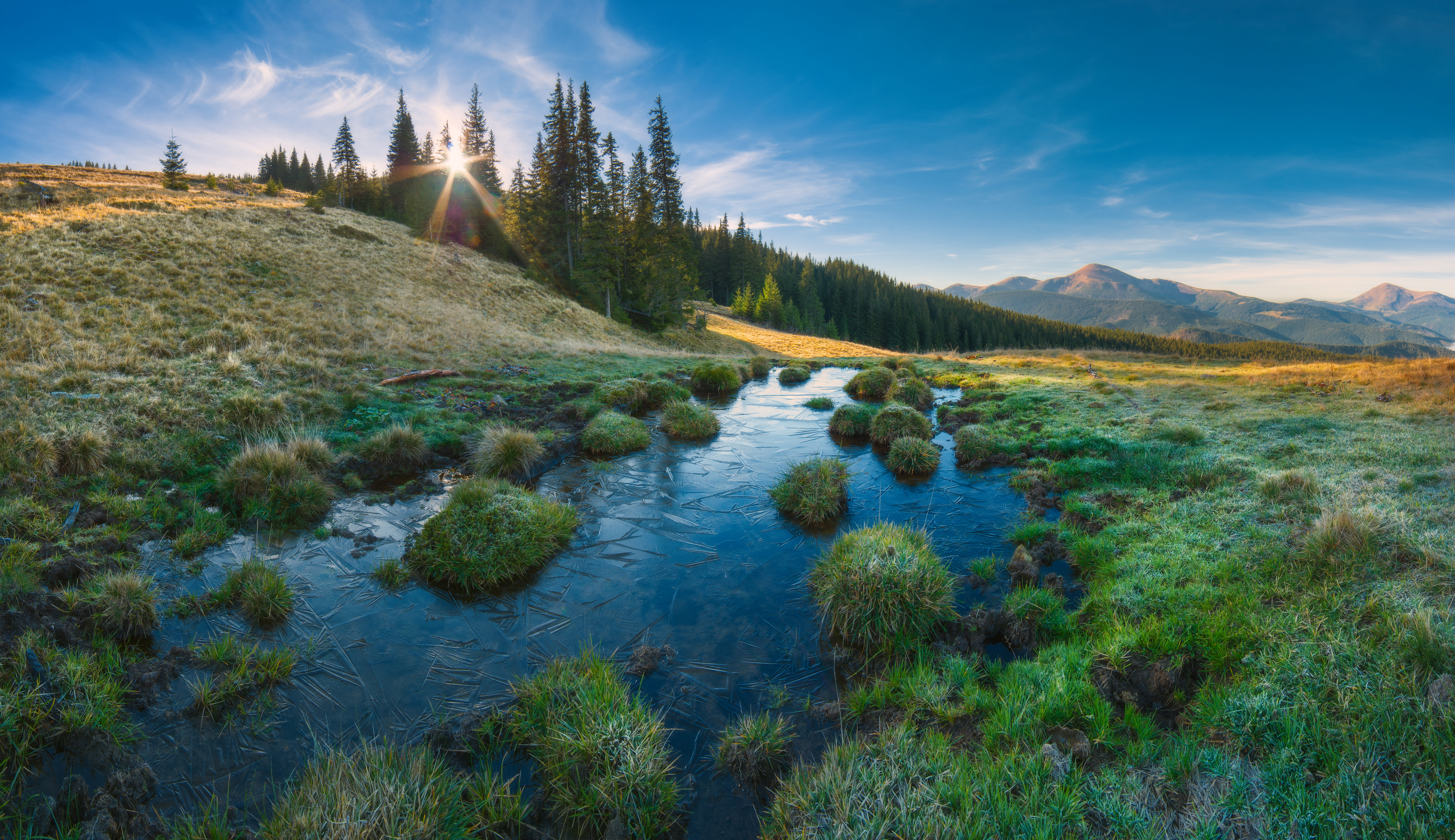
Paysage de la réserve de biosphère des Carpates.
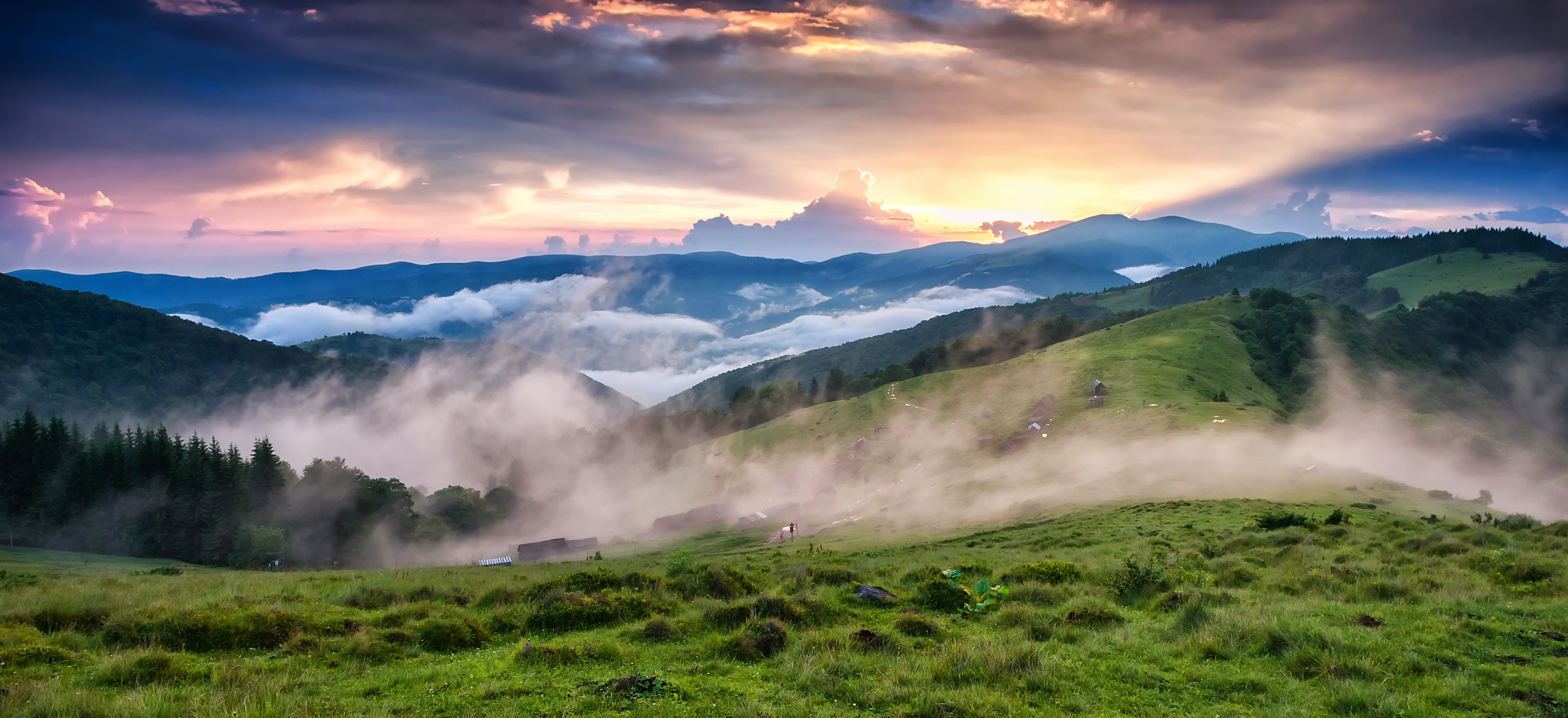
Dans les alpages après une tempête.
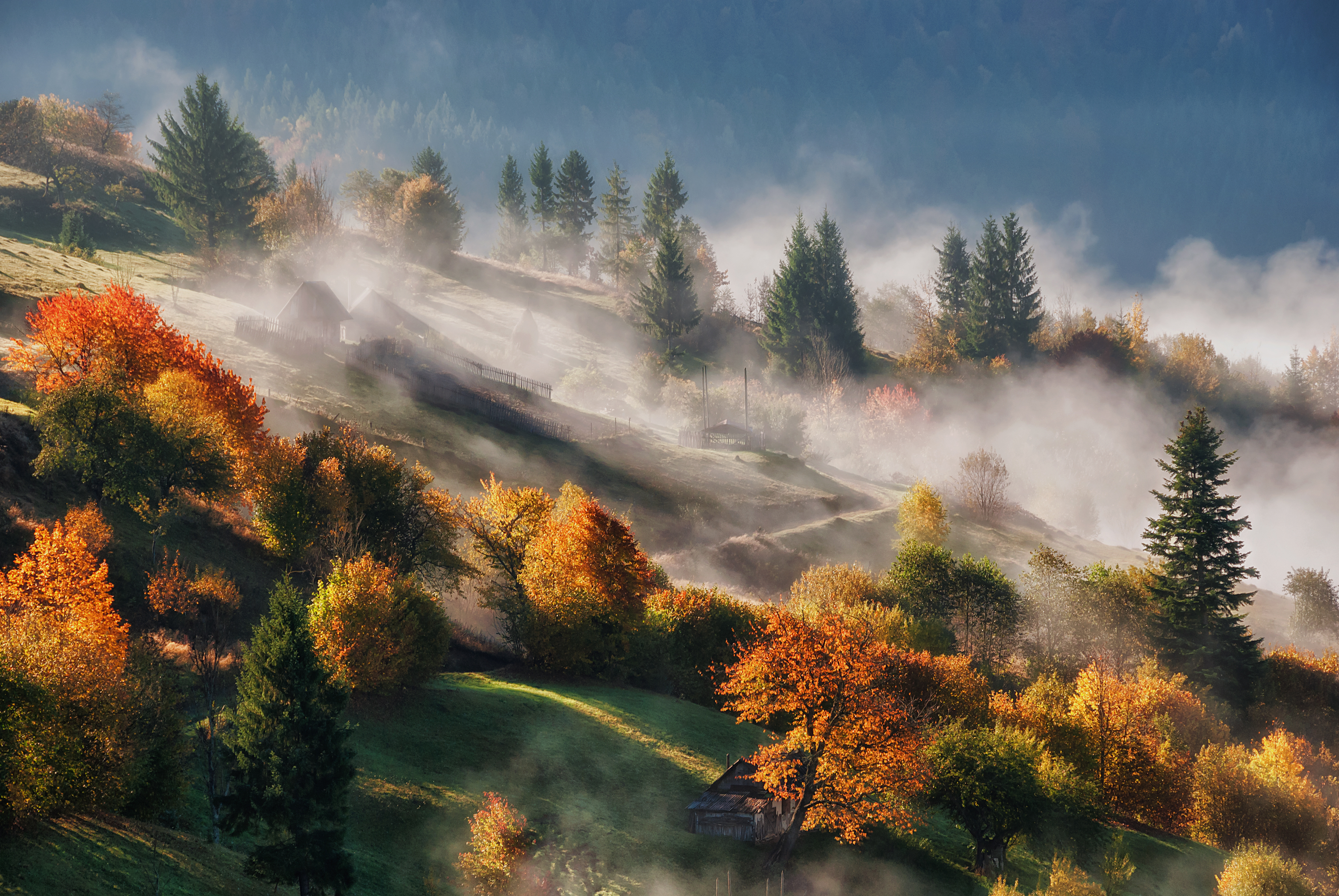
Paysage du nord de la réserve de biosphère des Carpates, près de Rakhiv. Octobre 2014.
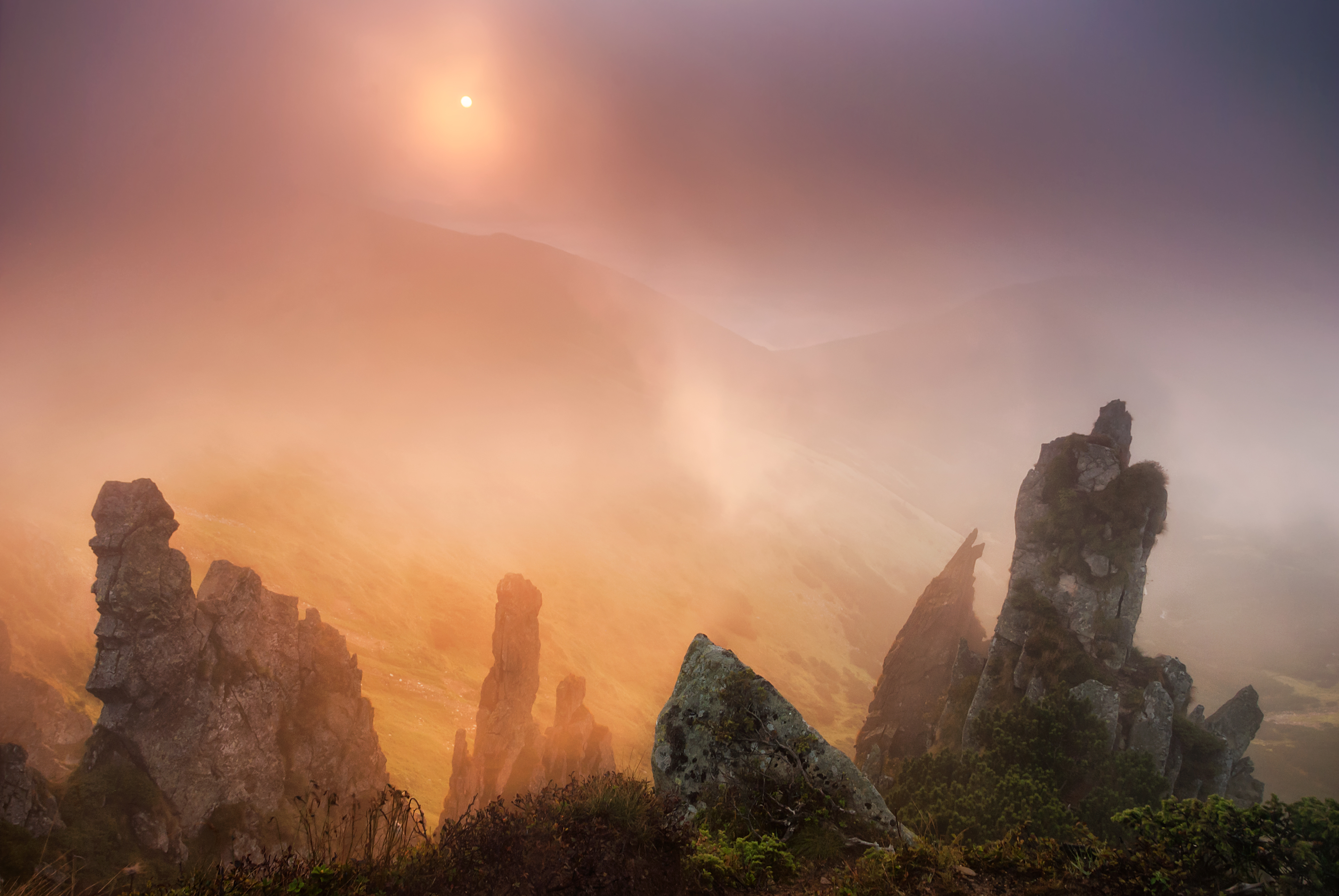
Montagnes de la réserve de biosphère des Carpates couvertes de nuages. Août 2018.
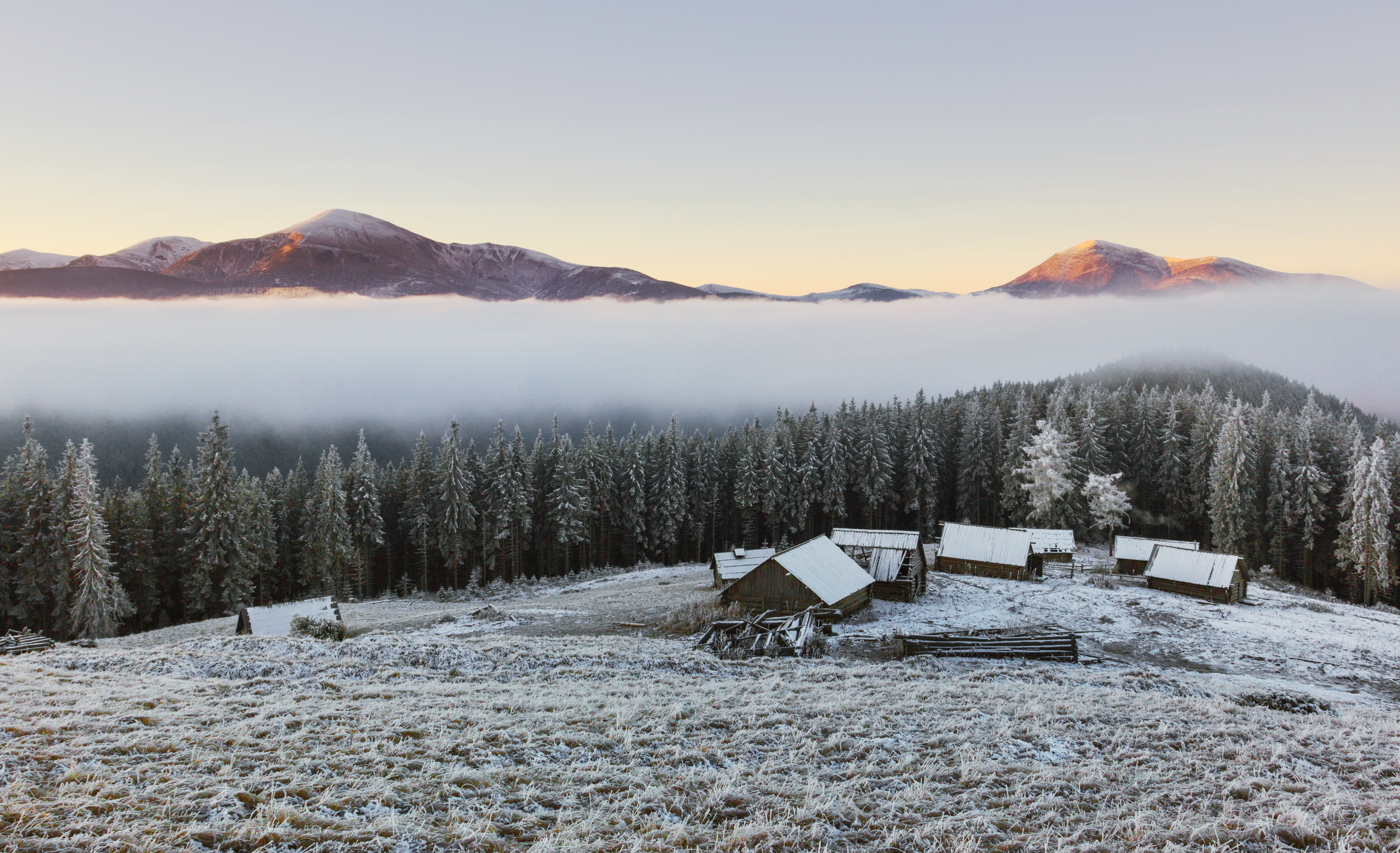
Dans la réserve. Novembre 2014.
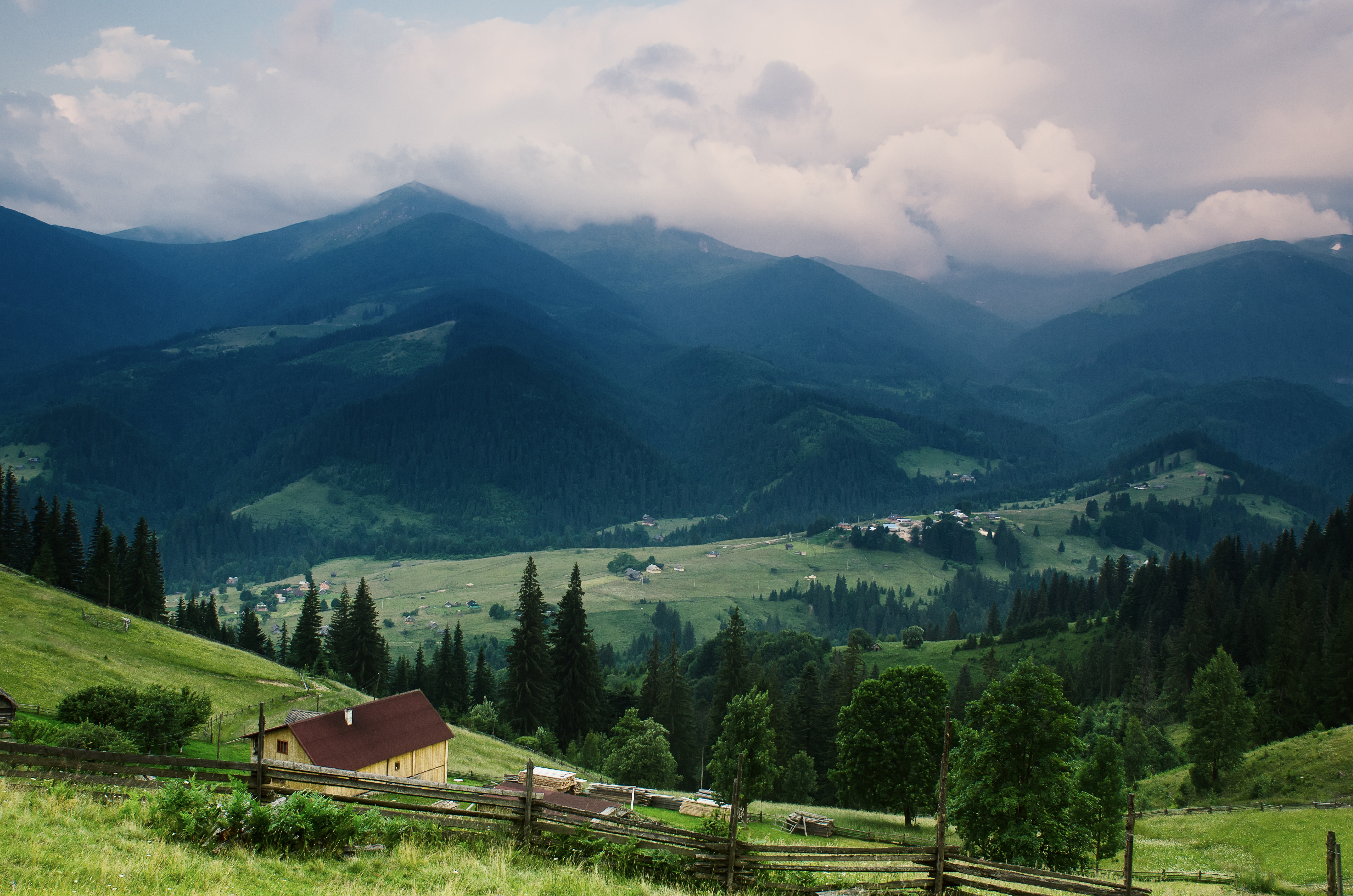
Dans la réserve. Juillet 2015.
- L'automne dans la réserve de biosphère des Carpates.
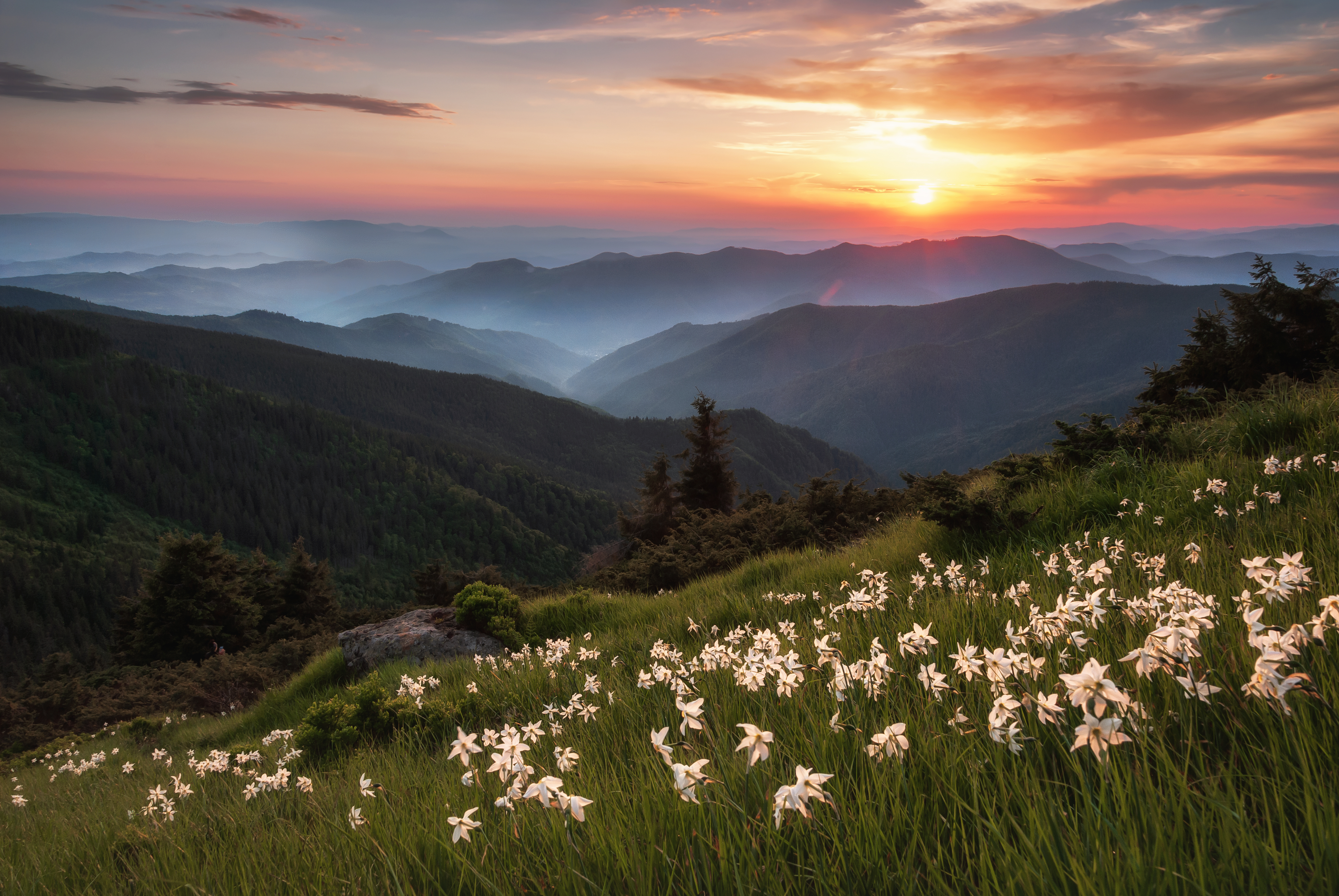
Jonquilles, ou narcisses, en fleurs dans la réserve, sur le mont Chtcherban. Juin 2019.

## Faune et flore[réf.nécessaire]

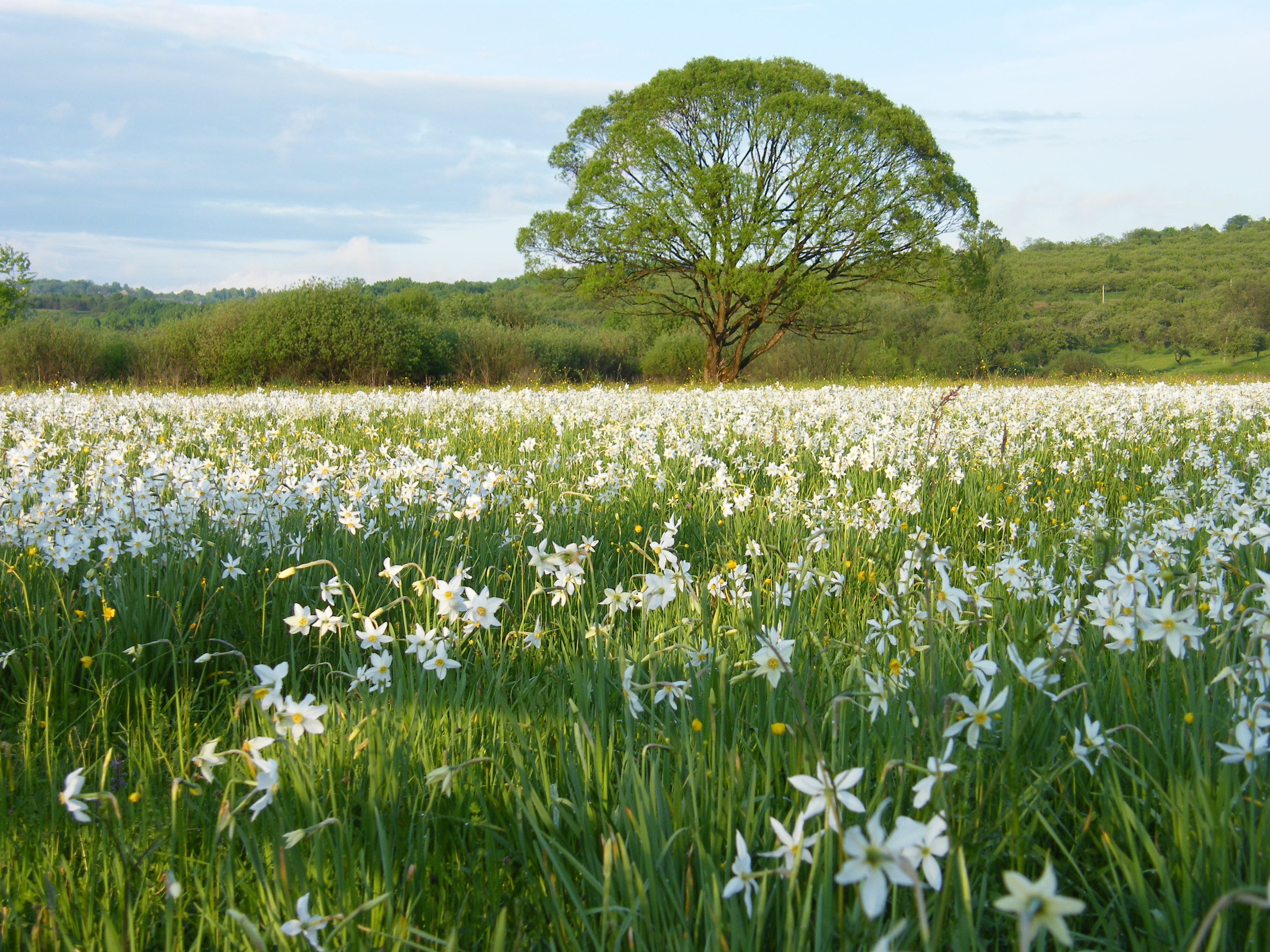
La vallée des narcisses, tirant son nom de la plante éponyme.

La flore de la réserve patrimoine naturel en Ukraine, classée se compose de 262 espèces de champignons, 392 espèces de lichens, 440 espèces de mousses et de 1 062 espèces de plantes vasculaires. La flore algale comprend 465 espèces.
La faune de la réserve est représentée par 66 espèces de mammifères, 195 d'oiseaux, 9 de reptiles, 14 d'amphibiens, 29 de poissons et plus de 10 000 espèces d'invertébrés.
197 espèces de plantes et champignons ainsi que 248 espèces animales sont inscrites dans le Livre Rouge d'Ukraine et à l'UICN et sur les listes rouges européennes.